# Fock-Operator
Der Fock-Operator ist ein effektiver Ein-Elektronen-Operator. Der Fock-Operator setzt sich zusammen aus dem Einteilchen-Hamiltonoperator für das {\displaystyle i}-te Elektron und den Zwei-Elektronen-Operatoren (Coulomb- und Austausch-Operator). Für den Fall eines closed-shell-Systems (alle Spins sind gepaart) lautet der Fock-Operator:
{\displaystyle {\hat {F}}[\{\phi _{j}\}](i)={\hat {H}}^{\text{core}}(i)+\sum _{j=1}^{N/2}[2{\hat {J}}_{j}(i)-{\hat {K}}_{j}(i)]}
Dabei ist {\displaystyle {\hat {F}}[\{\phi _{j}\}](i)} der aus den {\displaystyle \phi _{j}}-Orbitalen erzeugte Fock-Operator für das  {\displaystyle i}-te Elektron. {\displaystyle {\hat {H}}^{\text{core}}(i)} ist der Einteilchen-Hamiltonoperator für das {\displaystyle i}-te Elektron:
{\displaystyle {\hat {H}}^{\text{core}}(i)=-{\frac {\hbar ^{2}}{2m}}\nabla _{i}^{2}-{\frac {e^{2}}{4\pi \varepsilon _{0}}}\sum _{k}{\frac {Z_{k}}{r_{ik}}}}
mit der Elektronenmasse {\displaystyle m}, der reduzierten Planck-Konstante {\displaystyle \hbar }, der Elementarladung {\displaystyle e} und der elektrischen Feldkonstante {\displaystyle \varepsilon _{0}}.
In den in der theoretischen Chemie gebräuchlichen atomaren Einheiten vereinfacht sich der Hamilton-Operator, da alle auftretenden Konstanten {\displaystyle \hbar ,m,e,4\pi \varepsilon _{0}} gleich Eins gesetzt werden:
{\displaystyle {\hat {H}}^{\text{core}}(i)=-{\frac {1}{2}}\nabla _{i}^{2}-\sum _{k}{\frac {Z_{k}}{r_{ik}}}}
Der erste Teil des Operators beschreibt die kinetische Energie des {\displaystyle i}-ten Elektrons, der zweite Teil ist die Summe der Elektron–Kern Coulomb-Anziehung des {\displaystyle i}-ten Elektrons mit dem Kern {\displaystyle k} (welcher die Ladungszahl {\displaystyle Z_{k}} besitzen) mit dem Abstand {\displaystyle r_{ik}} des {\displaystyle i}-ten-Elektrons vom Kern {\displaystyle k}.
Der Coulomb-Operator {\displaystyle {\hat {J}}_{j}(i)} definiert die Elektron-Elektron-Abstoßungsenergie des {\displaystyle i}-ten Elektrons mit dem Elektron im j-ten Orbital. {\displaystyle {\hat {K}}_{j}(i)} ist der Austauschoperator, der die Elektronen-Austauschenergie aufgrund der Antisymmetrie der Vielelektronenwellenfunktion definiert, er ist ein Artefakt der Slater-Determinante.

## Berechnung der Hartree-Fock Ein-Elektronen-Wellenfunktion
Das Berechnen der Hartree-Fock Ein-Elektronen-Wellenfunktion ist nun äquivalent zur Lösung der Eigenwertgleichung:
{\displaystyle {\hat {F}}(i)\phi _{n}(i)=\epsilon _{n}\phi _{n}(i)}
{\displaystyle \phi _{n}\,(i)} beschreibt dabei die Wellenfunktion des {\displaystyle i}-ten Elektrons im {\displaystyle n}-ten Orbital, sie werden auch als Hartree-Fock-Molekülorbitale bezeichnet.
Da der Fock-Operator ein Einelektronenoperator ist, enthält er nicht die Elektronenkorrelationsenergie.

## Zusammenhang mit dem Gesamt-Hamiltonoperator
Der Gesamt-Hamiltonoperator kann durch eine Summe von Fock-Operatoren approximiert werden:
{\displaystyle {\hat {H}}_{0}=2\sum _{i=1}^{N/2}{\hat {F}}(i)}